# Isaac ben Meir Halevi de Düren
Isaac ben Meir Halevi de Düren, deuxième moitié du XIIIe siècle ou du XIVe siècle, est une importante autorité halakhique dans le Saint-Empire romain germanique.

## Biographie
Isaac ben Meir Halevi de Düren vit dans la  deuxième moitié du XIIIe siècle,. Le nom de Düren vient de la ville de Düren en Rhénanie-du-Nord-Westphalie.
Il étudie dans sa jeunesse avec Tobias ben Élie de Vienne en France,.

## Œuvres
- Sha'arei Dura (ouvrage d'autorité sur les lois alimentaires avant l'apparition du Choulhan Aroukh[1])